# ロルフ・マキシミリアン・シーベルト
ロルフ・マキシミリアン・シーベルト（Rolf Maximilian Sievert [ˈrɔlf maksɪˈmǐːlɪan ˈsǐːvɛʈ], 1896年5月6日 - 1966年10月3日）は、スウェーデンの物理学者。
放射線が人体に与える影響についての研究で知られ、特に放射線防護について大きな功績を残した。その功績によって、国際度量衡総会は1979年に被曝線量当量の単位としてシーベルトを定義した。

## 経歴

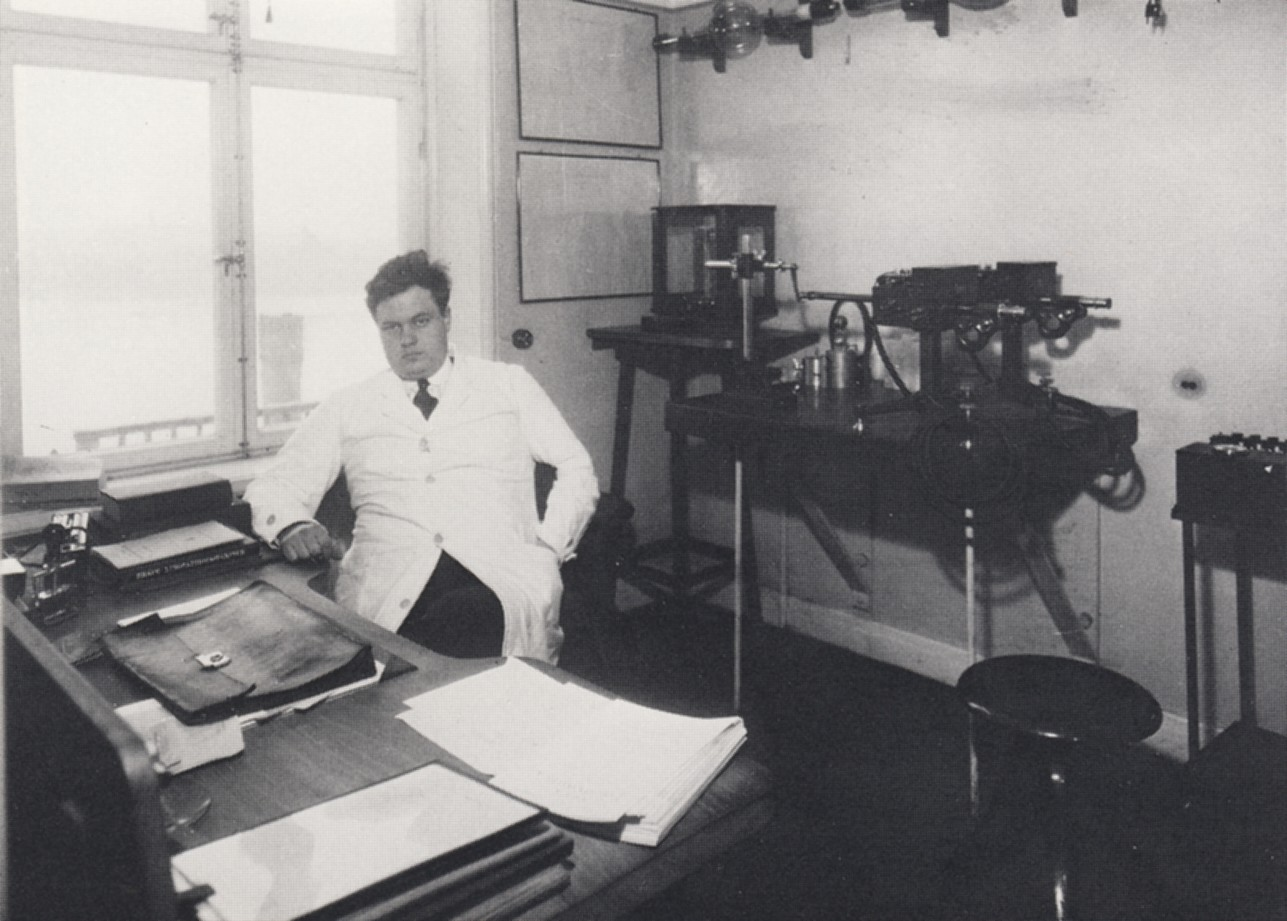
研究室にて（1925年撮影）

スウェーデンのストックホルム出身。企業家マックス・シーベルトの子として生まれる。1914年-1915年にカロリンスカ研究所で学び、1915年-1916年は王立技術研究所に所属、1919年にウプサラ大学入学し、理学修士号を取得。1932年に博士号を取得し、同年ストックホルム大学准教授となった。
私財を投じて開設したラヂウムヘメット物理実験室で、放射線測定装置の開発、放射線管理と防護を先導し、1924年から1937年までスウェーデン国立放射線防護研究所の初代所長を務め、1941年に、カロリンスカ研究所放射線物理教授に就任した。
1928年の国際放射線防護委員会の設立当初（当時は国際X線およびラジウム防護委員会）から委員を務め、1958年-1962年の間は委員長を務めた。1958年-1960年の間は、原子放射線の影響に関する国連科学委員会委員長も務めた。
そのほか、放射線測定器シーベルト・チャンバーを開発し、また1941年のスウェーデンでの放射線防護法の制定に尽力した。